# Jane
Jane je moško osebno ime.

## Izvor imena
Ime Jane je različica imena Janez.

## Pogostost imena
Po podatkih Statističnega urada Republike Slovenije je bilo na dan 31. decembra 2007 v Sloveniji število moških oseb z imenom Jane: 22.